# 소토역
소토역(Soto Station)은 로스앤젤레스 군 광역철도의 금선역 중 하나이다. 로스앤젤레스 보일 하이츠() 지구의 중심부에 있는 1번가(1st Street) 및 소토 가(Soto Street)의 교차로에 위치하고 있다. 또한 소토역은 금선의 지하역 중 하나이다.(다른 한 곳은 마리아치 플라자 역) 또한 이 역은 골드 라인 이스트사이드 연장선(Gold Line Eastside Extension)의 일환으로 2009년에 개장했다.

## 역 구조
| 지상1층 | 길거리                          | 출입구 (내려감)                                                      |
| 지하1층 |                                 | 출입구 (올라감), 표 사는 곳, 개찰구                                  |
| 지하2층 | 금선                            | ← 인디애나 역 Indiana ← 애틀랜틱행 (종착점행)                        |
| 지하2층 | 섬식 승강장, 왼쪽 출입문이 열림 |                                                                      |
| 지하2층 | 금선                            | → 마리아치 플라자 역 Mariachi Plaza → APU/시트러스 칼리지행 (기점행) |

### 열차 운행 정보
금선 운행은 오전 5시부터 시작하여 오전 12시 15분까지이다.

## 연결 가능한 대중교통
| 메트로 Metro Bus        | 일반 메트로버스: 30, 251, 252, 605 급행 메트로버스: 751 |
| LADOT                   | 일반: - DASH: -                                         |
| 푸트힐 Foothill Transit | -                                                       |
| 빅블루버스 Big Blue Bus | -                                                       |
| 기타:                   | -                                                       |